# Amaury Sport Organisation
Amaury Sport Organisation (ASO) – francuska organizacja sportowa z siedzibą w Boulogne-Billancourt (uprzednio w Issy-les-Moulineaux), utworzona we wrześniu 1992 i należąca do grupy medialnej Groupe Amaury (Éditions Philippe Amaury, EPA). Zajmuje się organizowaniem imprez sportowych, z których największe to: Tour de France, Vuelta a España, wyścig kolarski Paryż-Nicea, Maraton paryski, Rajd Dakar, a w 2008 zorganizowała serię rajdów terenowych Dakar Series (The Central Europe Rally).

## Historia
Amaury Sport Organisation powstało we wrześniu 1992 roku. W jej skład wchodziła wówczas spółka Société du Tour de France - organizator wyścigu kolarskiego Tour de France oraz spółka TSO (Thierry Sabine Organisation) - organizator Rajdu Dakar. W 1998 ASO przejęła organizację maratonu paryskiego, a od 2002 zaczęła organizować wyścig kolarski Paryż-Nicea. 
W 2003 zajęła się aranżowaniem zawodowego turnieju golfowego Open de France, a następnie od 2004 wspierała konkursy jeździectwa przy współpracy z francuską federacją jeździecką - Fédération française d'équitation (FFE). W 2008 roku ASO wykupiło 49% kapitału spółki Unipublic (organizatora Vuelta a España). W październiku 2008 Patrice Clerc, który kierował ASO od 2000 roku, został zastąpiony przez Jean-Etienne Amaury’ego na stanowisku prezesa organizacji. W 2010 ASO wykupiło organizację wyścigu kolarskiego Critérium du Dauphiné od dziennika Le Dauphiné Libéré. 
Przychody ASO wzrosły ze 121 milionów  do 180 milionów euro w latach 2008-2013, z czego 55% pochodzi z organizowania wyścigu kolarskiego Tour de France.

## Organizowane imprezy

### Kolarstwo

#### Wyścigi męskie
| - Tour de France - Vuelta a España - Paryż-Roubaix - Paryż-Nicea - La Flèche Wallonne - Liège-Bastogne-Liège - Critérium du Dauphiné - Volta a Catalunya | - Paris-Tours - Eschborn-Frankfurt - Deutschland Tour - Tour de l'Avenir - Arctic Race of Norway - Saudi Tour - Tour of Oman |

#### Wyścigi kobiece
- Tour de France Femmes
- La Vuelta Femenina
- La Flèche Wallonne Féminine
- Liège-Bastogne-Liège
- Paris-Roubaix Femmes

#### Wyścigi nierozgrywane
- La Course by Le Tour de France
- Critérium International
- Tour of Beijing
- Tour of California
- Tour de Yorkshire
- Tour de Picardie
- Tour of Qatar
- World Ports Classic

### Lekkoatletyka
- Maraton paryski
- Półmaraton paryski
- 10k Paris
- Run in Lyon
- Run in Reims
- Triathlon de Paris

### Sporty motorowe
- Rajd Dakar
- Dakar Series
- World Rally-Raid Championship

### Inne
- Zawody jeździeckie – pod patronatem Fédération française d'équitation (FFE)
- żeglarski Tour de France
- Roc d'Azur, L'Oxygen Challenge, Roc des Alpes – wyścigi kolarstwa górskiego
- Le Vaudreuil Golf Challenge i Open de France – zawodowe turnieje golfowe